# Kabupaten de Mojokerto
Pour l’article homonyme, voir Mojokerto.
Le kabupaten de Mojokerto, en indonésien Kabupaten Mojokerto, est un kabupaten d'Indonésie dans la province de Java oriental.

## Histoire

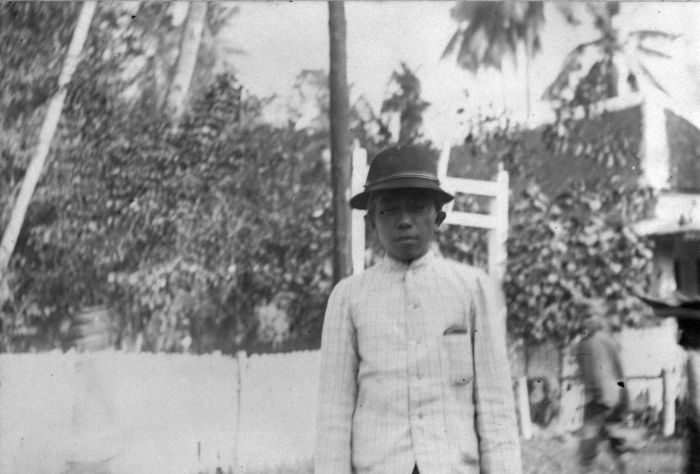
Le regent Raden Tumenggung Ario Kromo Djojo Adinegoro en 1904.

On a découvert en 1936 près du village de Perning, non loin de la ville, un crâne qu'on a baptisé "crâne de l'enfant de Mojokerto". Ce crâne montre qu'il y a environ 1,8 million d'années, l'espèce Homo erectus occupait un habitat côtier au Plio-Pléistocène.

## Archéologie

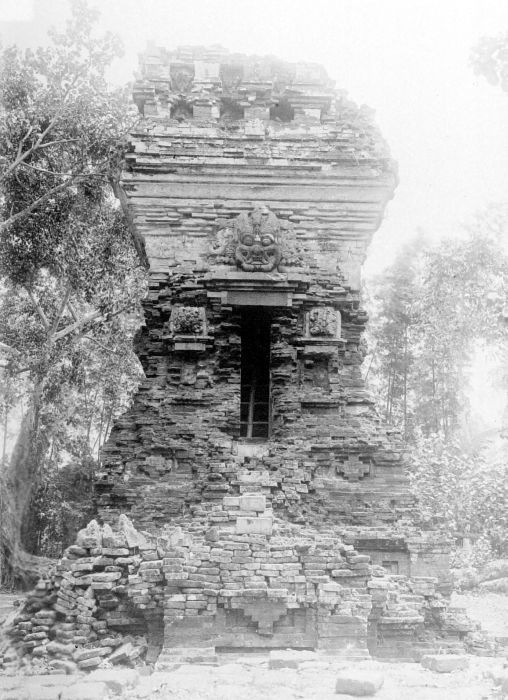
Le temple de Bangkal, de l'époque Majapahit (photographie prise vers 1930)

Sur les pentes du mont Welirang, près du village de Trawas (7° 40′ 00″ S, 112° 35′ 00″ E), se trouve le Reco Lanang ("statue d'homme"), qui est peut-être la plus grande statue ancienne d'Indonésie, avec près de 6 mètres de haut. Il s'agit d'une statue du Bouddha Akshobya. Elle date de l'époque de Majapahit. Le Bouddha est un objet de pèlerinage lors de la fête bouddhique du Waisak.